# Хорват Іван Самійлович
Хо́рват Іва́н Самі́йлович  (серб. Јован Хорват; * близько 1722, Куртіч або Петроварадин — †  18 листопада (29 листопада) 1786, Нижній Салтів) — генерал-поручик, сербський полковник.

## Біографія
У травні 1751 р. Хорват звернувся до російського посла у Відні графа Бестужева-Рюміна з проханням прийняти в російське підданство кілька тисяч сербів. Імператриця Єлизавета Петрівна дала згоду і у січні 1752 р. з'явилась сенатська інструкція про поселення сербів у задніпрських місцях: від гирла р. Кагарлика до р. Турії, від останньої до гирла Кам'янки, потім на верхів'я р. Березівки і далі до Дніпра. Колоністам відводили ділянки землі, видавали кошти на придбання зброї, амуніції, заведення господарства. Так з'явились нові адміністративні формування — Нова Сербія та Слов'яносербія. Царський уряд вбачав у них своєрідну «буферну зону» між землями Нової Січі та вже російськими територіями. Офіційно ж говорилося про те, що серби будуть допомагати боронити кордони від татарських набігів.
За утиски військових поселенців і різні зловживання 1762 року Іван Хорват був позбавлений уря́ду і притягнений до суду й слідства. Звинувачення підтвердилися за всіма статтями. У доповіді слідчої комісії було 16 пунктів, серед яких головніші: розтрата казенних грошей, привласнення платні офіцерів та солдатів, незаконні побори, подача Сенату брехливих відомостей про число офіцерів та солдатів. У ході слідства у грудні 1763 року було проведено перепис всього населення Нової Сербії, в якій проживало 50 028 осіб. Сербів серед них було лише 1 857 осіб, або 3,7 %, й це усіх, включаючи не тільки військових, а й жінок, дітей та старих. Спеціальний суд, призначений імператрицею, постановив засудити Хорвата до смертної кари через повішення та конфіскації всього майна. Згодом, 5 серпня 1773 року все майно полковника було віддано під управління його дружини Магдаліни Іванівни та дітей.
За іменним Указом від 1 грудня 1764 року Катерина II замінила смертний вирок засланням до Вологди під воєводський нагляд. 3 грудня 1775 року Катерина повернула генерал-поручикові всі чини та дозволила повернутися до своїх маєтків. У 1776 році генерал-поручик Хорват повернувся до свого маєтку в Нижньому Салтові, де й жив до самої смерті у 1786 році.